# Eupithecia conigera
Eupithecia conigera là một loài bướm đêm trong họ Geometridae.